# Leptosphaeria salviae
Leptosphaeria salviae är en svampart som tillhör divisionen sporsäcksvampar, och som beskrevs av Giovanni Passerini. Leptosphaeria salviae ingår i släktet Leptosphaeria, och familjen Phaeosphaeriaceae. Arten är reproducerande i Sverige.